# Эль, Анри
Анри Эль (фр. Henri Helle; 4 сентября 1873, Thiescourt — 21 июня 1901, Thiescourt) — французский стрелок из лука, серебряный призёр летних Олимпийских игр 1900.
На Играх 1900 в Париже Эль соревновался в двух классах — «Шапеле» на 50 м и «Кордон доре» на 50 м. В первом состязании он занял второе место, выиграв серебряную медаль. Во втором стал четвёртым, отстав на одно очко от бронзового призёра Эмиля Фиссо.